# Igloolik Isuma Productions
Igloolik Isuma Productions (gegründet 1990 in Iglulik) ist eine kanadische Produktionsfirma, die aus den Mitgliedern Zacharias Kunuk, Paul Apak Angilirq, Pauloosie Qulitalik und Norman Cohn besteht. Sie produzieren unabhängige “community based” Medien -Video, Tonträger, Fernsehen und auch Auftritte im Internet, mit dem Ziel, Sprache und Kultur der Inuit zu erhalten und zu stärken.
Nunavut (Our Land) wurde in den Jahren 1994 bis 1995 produziert und ist eine aus 13 halbstündigen Teilen bestehende „Inuit-Seifenoper“, die im Jahr 1945 spielt. Sie ist Dokumentation und Spielfilm zugleich und zeigt einer jüngeren Generation, wie Dinge getan wurden (und noch immer getan werden können). Gezeigt wird der Alltag, vom Training der Hunde und der Kunstfertigkeit ein Iglu oder ein Steinhaus zu bauen bis hin zur Jagd auf Robben, Walrosse und Karibus.
Die Fernsehserie Nunavut (Our Land) und der Spielfilm Atanarjuat – Die Legende vom schnellen Läufer wurden auf der Documenta 11 gezeigt.